# International Championship (snooker)
O International Championship é um torneio profissional de snooker. O evento ocorre anualmente na China e faz parte do calendário do ranking mundial da categoria.  O atual campeão do torneio é o inglês Judd Trump.

## História
O torneio foi introduzido na temporada de 2012–13 e foi o quinto evento do ranking realizado na China. Imediatamente tornou-se o mais rico torneio de snooker já realizado fora do Reino Unido, com uma premiação de £ 125 mil para o vencedor. O inglês Judd Trump ganhou o título da edição inaugural que decorreu de 28 de outubro a 4 de novembro na cidade de Chengdu, na China. O chinês Ding Junhui, venceu em 2013, seguido pelo inglês Ricky Walden em 2014.
Em 2015, o evento mudou-se para Daqing, no nordeste da China, pela primeira vez e foi conquistado pelo escocês John Higgins, vencendo o inglês David Gilbert na final. Em 2016, o inglês Mark Selby ganhou o título pela primeira vez ao derrotar Ding Junhui por 10–1 na final e manteve o título em 2017 ao vencer o norte-irlandês Mark Allen por 10–7. Em 2018, foi a vez de Allen levantar o troféu, vencendo o australiano Neil Robertson por 10–5.
Judd Trump levantou o troféu na edição de 2019, que decorreu de 4 a 11 de agosto em Daqing. Ele venceu o compatriota Shaun Murphy por 10–3 na final e levou o título pela segunda vez e um total de 175 mil libras esterlina.

## Edições

### Títulos por ano
| Ano  | Campeão      | Vice-campeão   | Placar | Local   | Temporada | Ref.   |
| ---- | ------------ | -------------- | ------ | ------- | --------- | ------ |
| 2012 | Judd Trump   | Neil Robertson | 10–8   | Chengdu | 2012–13   | [ 5 ]  |
| 2013 | Ding Junhui  | Marco Fu       | 10–9   | Chengdu | 2013–14   | [ 6 ]  |
| 2014 | Ricky Walden | Mark Allen     | 10–7   | Chengdu | 2014–15   | [ 7 ]  |
| 2015 | John Higgins | David Gilbert  | 10–5   | Daqing  | 2015–16   | [ 8 ]  |
| 2016 | Mark Selby   | Ding Junhui    | 10–1   | Daqing  | 2016–17   | [ 9 ]  |
| 2017 | Mark Selby   | Mark Allen     | 10–7   | Daqing  | 2017–18   | [ 10 ] |
| 2018 | Mark Allen   | Neil Robertson | 10–5   | Daqing  | 2018–19   | [ 11 ] |
| 2019 | Judd Trump   | Shaun Murphy   | 10–3   | Daqing  | 2019–20   | [ 12 ] |

### Títulos por jogador
| Jogador        | Título(s) | Vice(s) | Ano(s) do(s) título(s) | Ano(s) do(s) vice(s) |
| -------------- | --------- | ------- | ---------------------- | -------------------- |
| Mark Selby     | 2         | 0       | 2016, 2017             |                      |
| Judd Trump     | 2         | 0       | 2012, 2019             |                      |
| Mark Allen     | 1         | 2       | 2018                   | 2014, 2017           |
| Ding Junhui    | 1         | 1       | 2013                   | 2016                 |
| Ricky Walden   | 1         | 0       | 2014                   |                      |
| John Higgins   | 1         | 0       | 2015                   |                      |
| Neil Robertson | 0         | 2       |                        | 2012, 2018           |
| David Gilbert  | 0         | 1       |                        | 2013                 |
| Marco Fu       | 0         | 1       |                        | 2015                 |
| Shaun Murphy   | 0         | 1       |                        | 2019                 |

### Títulos por país
| País             | Título(s) | Vice(s) | Jogador(es) campeão(ões)                         |
| ---------------- | --------- | ------- | ------------------------------------------------ |
| Inglaterra       | 5         | 2       | Mark Selby (2), Judd Trump (2), Ricky Walden (1) |
| China            | 1         | 1       | Ding Junhui                                      |
| Escócia          | 1         | 0       | John Higgins                                     |
| Irlanda do Norte | 1         | 2       | Mark Allen                                       |
| Austrália        | 0         | 2       |                                                  |
| Hong Kong        | 0         | 1       |                                                  |